# 故障率曲線

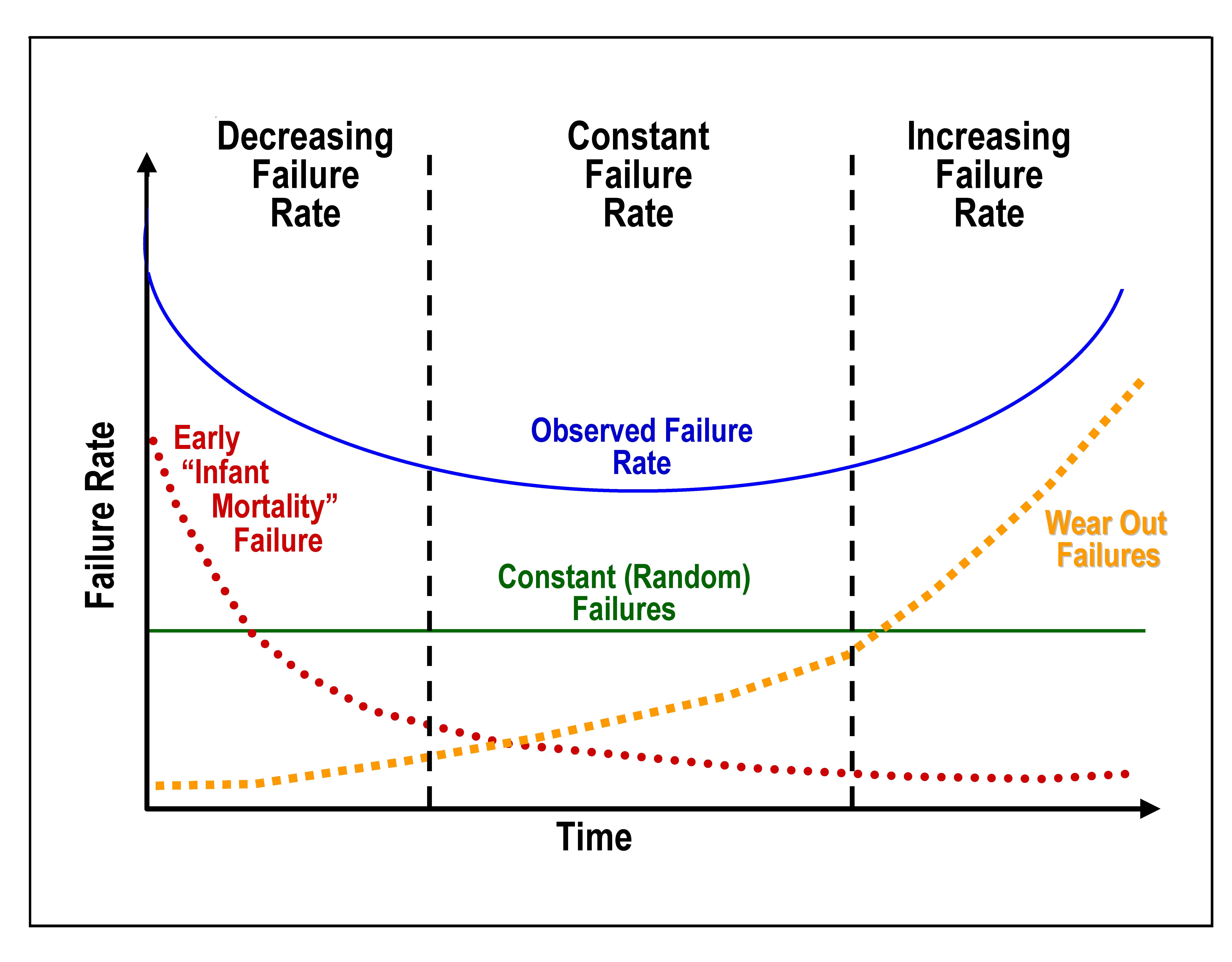
故障率曲線

故障率曲線（こしょうりつきょくせん）とは、機械や装置の時間経過tに伴う故障率y (t) の変化を表示した曲線のこと。その形からバスタブ曲線と呼ばれて、時間の経過により初期故障期、偶発故障期、摩耗故障期の3つに分けられる。

## 概要
時間経過に伴う故障率の変化から、次の3つに分類される。
1. 故障率減少型 (Decreasing Failure Rate : DFR)
  - 時間の経過とともに故障率が減少していくもの。主に設計や製造上の欠陥による故障。
2. 故障率一定型 (Constant Failure Rate : CFR)
  - 故障が時間の経過に関連のないもの。主に突発的事象による故障。
3. 故障率増加型 (Increasing Failure Rate : IFR)
  - 故障が時間の経過とともに増加していくもの。主に磨耗、損耗など特定の不良モードによる故障。

故障率曲線は、次の3つの領域に分けられる。
- {\displaystyle y(t)={\begin{cases}c_{0}-c_{1}t+\lambda ,&0\leq t\leq c_{0}/c_{1}\\\lambda ,&c_{0}/c_{1}<t\leq t_{0}\\c_{2}(t-t_{0})+\lambda ,&t_{0}<t\end{cases}}\!}

1. 初期故障期 (Early "infant Mortality" Failures) : {\displaystyle 0\leq t\leq c_{0}/c_{1}}
  - この領域では故障率は時間の経過とともに低下し、やがて安定した状態になっていく。
2. 偶発故障期 (Constant (Random) Failures) : {\displaystyle c_{0}/c_{1}<t\leq t_{0}}
  - この領域では故障率は時間の経過に関係なく、ほぼ一定 (=λ) とみなされる。
3. 摩耗故障期 (Wear Out Failures) : {\displaystyle t_{0}<t}
  - この領域では故障率は時間の経過とともに故障率が急激に増加し、寿命が尽きたとみなされる。

## 信頼性指標
製品の故障率をバスタブ曲線で表現する事は正確である反面、複雑なカーブを描くため一眼で分かりにくい欠点もある。例えば、製品同士の信頼性をカタログに載せて比較しやすくするような場合、グラフよりも直感的な一つの数字のほうが好ましい。これには故障率、平均故障間隔、B10ライフ、年間故障率といった指標がある。その一方で、これらはわかりやすい反面、誤解を生みやすいことに留意しなければならない。例えば、故障率をひとつの値として表しても、これが偶発故障期なのか、摩耗故障期なのかで文脈は大きく異なる。